# 청기로
청기로(Cheonggi-ro)는 경상북도 영양군 입암군 신구삼거리와 영양군 일월면 잇는 경상북도의 도로이다. 

## 주요 경유지
경상북도
- 영양군 (입암면 - 청기면 - 일월면)

## 노선
| 이름        | 접속 노선                 | 소재지 | 소재지 | 비고                                   |
| ----------- | ------------------------- | ------ | ------ | -------------------------------------- |
| 신구삼거리  | 입암로                    | 영양군 | 입암면 |                                        |
| 청암 교차로 | 국도 제32호선 (영양로)    | 영양군 | 입암면 |                                        |
| 청암교      |                           | 영양군 | 입암면 |                                        |
| 연당교      |                           | 영양군 | 입암면 |                                        |
| 임천교      |                           | 영양군 | 입암면 |                                        |
| 소청교      |                           | 영양군 | 청기면 |                                        |
| 상청교      |                           | 영양군 | 청기면 |                                        |
| 망미교      |                           | 영양군 | 청기면 |                                        |
| 청기교      |                           | 영양군 | 청기면 |                                        |
| (이름없음)  | 지방도 제920호선 (팔수로) | 영양군 | 청기면 | 지방도 제911호선, 지방도 제920호선구간 |
| (이름없음)  | 지방도 제920호선 (장갈로) | 영양군 | 청기면 | 지방도 제911호선, 지방도 제920호선구간 |
| 수고기고개  |                           | 영양군 | 청기면 |                                        |
|             | 일월면                    | 영양군 |        |                                        |
| 가곡교      |                           | 영양군 |        |                                        |
| (이름없음)  | 지방도 제911호선 (재일로) | 영양군 |        |                                        |

## 주요 건물 및 시설
- 영양 청기우체국 (청기로 1617-6/정족리 759-2)